# Always (EP)
Always é o primeiro extended play (EP) pertencente ao grupo sul-coreano Big Bang. O seu lançamento ocorreu em 16 de agosto de 2007, através da YG Entertainment. O EP possui uma sonoridade centrada no pop, hip hop e R&B, contudo, diferentemente de seus lançamentos anteriores, Always contém influências de europop e de música eletrônica, resultante da experimentação do grupo através de outros gêneros musicais. Contendo seis faixas, o EP produziu o single "Lies".
O lançamento de Always atingiu a posição de número quatro na parada sul-coreana Miak Albums Chart e levou-o ao topo da parada anual do Hanteo.

## Antecedentes e promoção
Após o Big Bang ter realizado sua estreia em agosto de 2006 e lançado seu primeiro álbum de estúdio em dezembro do mesmo ano, o grupo iniciou a produção de seu primeiro EP no ano seguinte, realizando para esse fim, uma pausa de seis meses. Nomeado como Always, o EP  marcou uma mudança de gêneros musicais para o Big Bang, com o grupo experimentando a música eletrônica e definindo-a como a nova tendência musical na Coreia do Sul,  além de distanciar-se de suas raízes de hip hop. Always foi também o primeiro lançamento na indústria musical coreana a ser divulgado como um "mini-álbum".
A fim de promover Always como seu álbum de retorno e celebrar seu primeiro aniversário, o grupo realizou um showcase com um evento de fãs para cinco mil pessoas. Além disso, o EP lançou a canção "Lies" como sua faixa título, levando o quinteto a conquistar seu primeiro grande êxito comercial. A canção atingiu o topo na parada do Cyworld por dois meses consecutivos, venceu o prêmio de Canção do Ano na premiação Mnet Asian Music Awards e mais tarde, foi escolhida como a canção da década, pelo programa M! Countdown da Mnet.

## Lista de faixas
| N.º            | Título | Letras               | Música                   | Arranjos       | Duração |  |
| 1.             | "We are Big Bang" (Intro)                                                                                         | Big Bang             | Perry                    | Perry          | 1:37    |  |
| 2.             | "Lies" (거짓말; Geojitmal)                                                                                        | G-Dragon             | G-Dragon                 | Brave Brothers | 3:49    |  |
| 3.             | "Wrong Number" (없는 번호; Eoptneun Beonho)                                                                       | Yang Hyun-suk        | Perry, Brave Brothers    | Brave Brothers | 3:38    |  |
| 4.             | "Act Like Nothing's Wrong" (아무렇지 않은 척; Amureochi Anheun Cheok) (T.O.P solo com participação de Kim Ji Eun) | T.O.P                | T.O.P, Brave Brothers    | Brave Brothers | 3:56    |  |
| 5.             | "Oh Ma Baby" | G-Dragon             | G-Dragon, Brave Brothers | Brave Brothers | 3:51    |  |
| 6.             | "Always" | Teddy Park, G-Dragon | Teddy Park, Perry        | Teddy Park     | 3:53    |  |
| Duração total: | Duração total: | Duração total:       | Duração total:           | Duração total: | 20:44   |  |

## Desempenho nas paradas musicais
Always obteve uma pré-venda de trinta mil cópias na Coreia do Sul. Após o seu lançamento, o EP posicionou-se em seu pico de número quatro na parada mensal da Miak Albums Chart, obtendo vendas de 46,618 mil cópias em setembro de 2007. Posteriormente, o EP liderou a parada anual do Hanteo com vendagem de 87 mil cópias.

### Posições
| Paradas (2007)                              | Melhor posição |
| ------------------------------------------- | -------------- |
| Coreia do Sul (Miak Monthly Albums Chart)   | 4              |
| Coreia do Sul (Hanteo Annual Top 100 Chart) | 1              |

## Histórico de lançamento
| Região        | Data                 | Formato             | Gravadora                       |
| ------------- | -------------------- | ------------------- | ------------------------------- |
| Coreia do Sul | 16 de agosto de 2007 | CD download digital | YG Entertainment Yedang Company |